# Five Score and Seven Years Ago
Five Score and Seven Years Ago é o quinto álbum de estúdio da banda Relient K, lançado a 6 de Março de 2007.
É o primeiro álbum a contar com o novo baixista John Warne e o novo guitarrista Jon Schneck. Apesar de Brian Pittman ter deixado a banda no álbum Mmhmm, foi ele que gravou a maioria das músicas.
O disco estreou no nº 6 da Billboard 200, com vendas de cerca de 64 mil cópias na primeira semana. E a 11 de Julho de 2007, já tinha vendido mais de 152 mil 560 cópias só nos Estados Unidos.

## Faixas
1. "Plead the Fifth" a cappella – 1:13
2. "Come Right Out and Say It" – 3:00
3. "I Need You" – 3:18
4. "The Best Thing" – 3:28
5. "Forgiven" – 4:05
6. "Must Have Done Something Right" – 3:19
7. "Give Until There's Nothing Left" – 3:27
8. "Devastation and Reform" – 3:41
9. "I'm Taking You with Me" – 3:28
10. "Faking My Own Suicide" – 3:23
11. "Crayons Can Melt on Us for All I Care" – 0:10
12. "Bite My Tongue" – 3:30
13. "Up and Up" – 4:03
14. "Deathbed" (feat. Jon Foreman dos Switchfoot) – 11:05

## Créditos
- Matt Thiessen - Vocal, guitarra, piano, órgão, trompete, trombone
- Matt Hoopes - Guitarra, banjo, vocal de apoio
- Dave Douglas - Bateria
- John Warne - Baixo, vocal de apoio
- Jon Schneck - Guitarra, vocal de apoio